# Wynne Godley

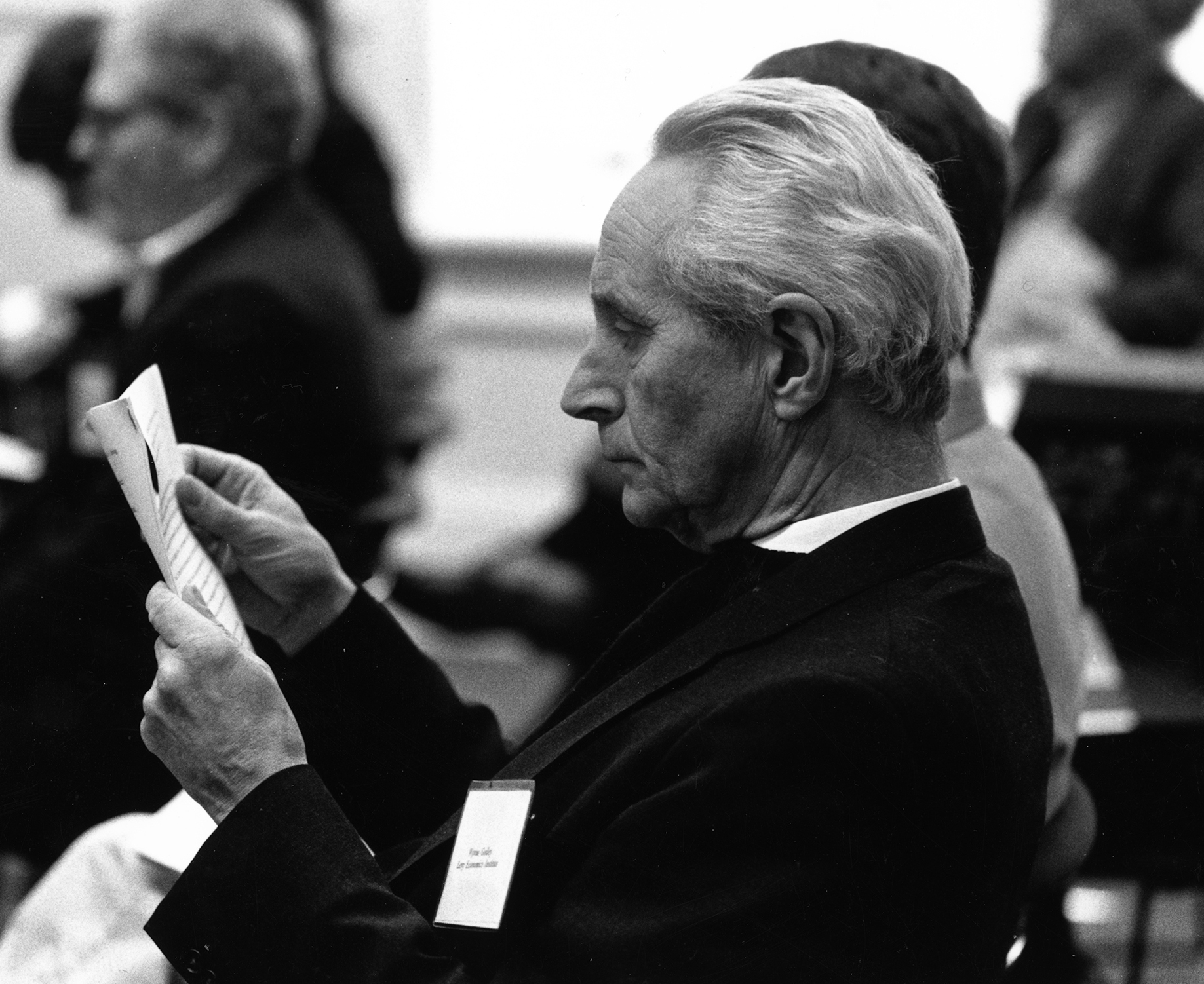
Wynne Godley

Wynne Alexander Hugh Godley (* 2. September 1926 in London; † 13. Mai 2010) war ein britischer Oboist, Wirtschaftswissenschaftler und Hochschullehrer.

## Biografie

### Herkunft und Studien
Wynne Godley war der Sohn des Rechtsanwalts Hugh Godley, des späteren 2. Baron Kilbracken und Beraters des Obersten Vorsitzenden der Ausschüsse des House of Lords. Sein Großvater Arthur Godley war von 1883 bis 1909 Ständiger Unterstaatssekretär des Ministeriums für Indien (India Office) und wurde anschließend 1. Baron Kilbracken. Seine Mutter Elizabeth Godley war Dichterin, Dramatikerin, Pianistin, Komponistin und Schauspielerin.
1933 wurde er zusammen mit seinen älteren Geschwistern Mündel des königlichen Hofes und begann seine schulische Laufbahn an der Privatschule Ashdown House. Nach der Scheidung seiner Eltern sowie der erneuten Eheschließung seines Vaters absolvierte er seit 1937 seine weitere Schulausbildung an der Rugby School. Im Anschluss begann er ein Studium in Philosophy, Politics and Economics (PPE) am New College der University of Oxford und schloss diesen interdisziplinären Studiengang beeinflusst durch Isaiah Berlin und den Ökonomen P.W.S. Andrews 1947 als Jahrgangsbester ab.
Danach absolvierte er ein Studium am Conservatoire de Paris und schloss dieses Studium 1950 als Oboist ab, wobei in diesem Jahr seine Stiefmutter Selbstmord beging und auch sein Vater verstarb. Nach seiner Rückkehr nach England wurde er 1951 Erster Oboist am Walisischen Orchester (Welsh Orchestra) der British Broadcasting Corporation (BBC). 1954 begann er dann eine Tätigkeit als Ökonom bei der Metal Box Company.

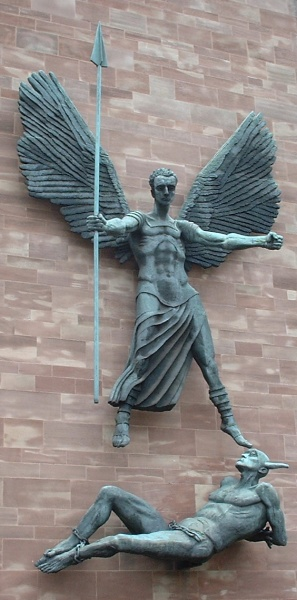
Bronzestatue des Heiligen Michael mit Wynne Godleys Gesichtszügen in Coventry (1958)

1955 heiratete er Kathleen „Kitty“ Epstein Freud, die Tochter des Bildhauers und Zeichners Jacob Epstein und geschiedene Frau des Malers Lucian Freud. Sein Schwiegervater Jacob Epstein verwendete seine Gesichtszüge für den Erzengel Michael in seiner Bronzestatue St Michael's Victory over the Devil.

### Mitarbeiter des Schatzamtes und Hochschullehrer
Zwischen 1956 und 1970 war er Mitarbeiter im Wirtschaftsstab der Schatzkanzler. Dabei erwarb er sich den Ruf für seine nervösen, aber brillanten Vorhersagen der wirtschaftlichen Lage und galt als „einer der fähigsten Ökonomen der Regierung“ von Harold Wilson. Mitte der 1960er Jahre war er zunächst Verantwortlicher für Kurzzeitprognosen sowie seit 1967 Stellvertretender Direktor der Wirtschaftsabteilung des Schatzamtes (Treasury).  
Er war insbesondere an der Planung der Abwertung des Pfund Sterling 1967 beteiligt. Zu dieser Zeit verlief in Großbritannien das Wachstum der Produktion im europäischen Vergleich eher langsam. Am 18. November 1967 verlor das Pfund Sterling 17 Prozent an Wert, da die britische Regierung deflationäre Maßnahmen, die der Internationale Währungsfonds für eine Ausweitung der Kreditvergabe verlangte, nicht akzeptieren wollte. Die Abwertung des Pfund Sterling und der enorme Wertverlust des US-Dollars gegenüber dem Goldstandard führten Anfang der 1970er Jahre zum endgültigen Zusammenbruch des Bretton-Woods-Systems.
1970 wurde er durch Vermittlung von Nicholas Kaldor Lecturer und Leiter der Abteilung für Angewandte Wirtschaftswissenschaften an der University of Cambridge.
Daneben war er als Fellow am King’s College London tätig und entwarf dort ein neues System für Buchhaltung und Finanzplanung.
Innerhalb der Fakultät war er Begründer der Cambridge Economic Policy Group, die von 1971 bis zur Auflösung der Gruppe nach der unvorhergesehenen Mittelkürzung durch den Economic and Social Research Council 1982 einen wirtschaftlichen Jahresbericht herausgab.
Dabei verlor er jedoch rasch den Glauben an die von ihm zuvor betriebenen Wirtschaftsprognosen für das Schatzamt. Insbesondere die von ihm vertretene Meinung, dass Großbritannien seinen Mangel an Wettbewerbsfähigkeit durch Fernbleiben aus dem Gemeinsamen Markt sowie die Errichtung von Einfuhrkontingenten abbauen sollte, wurde von allen Seiten abgelehnt.
Als Hochschullehrer begann er in den 1970er Jahren eine Reihe von Angriffen auf die Wirtschaftspolitik der Regierungen der Labour Party und der Conservative Party, die ihm den Spitznamen „Kassandra aus dem Fens“ (The Cassandra of the Fens) einbrachten. Seine Warnungen vor drohenden Wirtschaftskrisen war gleichmäßig pessimistisch, wenngleich teilweise auch folgerichtig. Dabei gehörte er zu den wenigen Ökonomen, die das Ende des von 1972 bis 1974 dauernden Heath-Barber-Booms vorhersagten. Als er 1977 die (zutreffende) Prognose aufstellte, dass Großbritannien Mitte der 1980er Jahre mehr als drei Millionen Arbeitslose haben würde, teilten nur wenige Ökonomen seine Einschätzung.
Während der Hochkonjunktur Mitte der 1980er Jahre wurden seine trostlosen Prognosen jedoch gemeinhin als grotesk angesehen. Dies führte auch zur Ignorierung seiner These, dass ein aufkommender Auswuchs von über den Privateinkommen liegenden privaten Ausgaben korrigiert werden sollte und dass eine Rezession die unvermeidliche Folge davon wäre.
Daneben war er von 1976 bis 1987 auch Direktor des Royal Opera House in Covent Garden und konnte dadurch auch zu seiner musikalischen Leidenschaft zurückfinden.
1980 erfolgte seine Ernennung zum Professor.   
Das Debakel, das zur Pfundkrise des „Black Wednesday“ 1992 führte, veranlasste ihn zur Abfassung eines Artikels mit den einleitenden Worten „Die verrückten Narren“ (The Crazy Fools). Andererseits führte diese Krise zu seiner teilweisen Rehabilitation: Die Genauigkeit seiner Vorhersagen führte dazu, dass der konservative Schatzkanzler Norman Lamont ihn in seinen Beratungsstab der sechs Wirtschaftsweisen (Six wise men) berief.
1993 erfolgte seine Emeritierung als Professor an der University of Cambridge. Dennoch setzte er seine Tätigkeit im Gremium der unabhängigen Wirtschaftsvorhersager des Schatzamtes bis 1995 fort und wurde anschließend Mitarbeiter des Levy Institute in New York.
1998 gehörte er zu den Ersten, die vor der wachsenden Unausgewogenheit der Weltwirtschaft warnten, die (nach seiner Meinung) durch die wachsende Verschuldung der Privathaushalte in den Vereinigten Staaten von Amerika nicht mehr aufzuhalten sei.
Er gehörte darüber hinaus zu den Kritikern von Schatzkanzler Gordon Brown, der durch die Entwicklung der Geldpolitik der Bank of England und die Annahme der sogenannten Goldenen Regel eines zyklischen ausgeglichenen Haushaltsplans die Probleme der makroökonomischen Führung lösen wollte. 2005 sah er voraus, dass die ermessensweise Fiskalpolitik zurückkehren würde.
Die seit Beginn der 1990er Jahre in verschiedenen Publikationen ausgearbeiteten Ideen zu Stock-Flow Consistent Models arbeitete er mit Marc Lavoie zum Lehrbuch Monetary Economics: An Integrated Approach to Money, Income, Production and Wealth aus, das 2007 veröffentlicht wurde.

## Veröffentlichungen
Godley war darüber Autor zahlreicher Fachbücher und Artikel. Zu seinen bedeutendsten Veröffentlichungen gehören:
- Wynne Godley / T. Francis Cripps: Macroeconomics, 1983, ISBN 0192153587
- Wynne Godley / Marc Lavoie: Monetary Economics: An Integrated Approach to Credit, Money, Income, Production and Wealth, 2007, ISBN 0230500552